# Алі Мохамед Шейн
Алі Мохамед Шейн (* 13 березня 1948) — сьомий президент Занзібару, на посаді від 2010. Попередньо був віцепрезидентом Танзанії від 2001 до 2010. Член правлячої партії Чама Ча Мапіндузі.

## Біографія
Шейн навчався в Коледжі Лумумби в Занзібарі. В 1969—1970 роках вчився на підготовчому відділенні Воронезького державного університету. Після цього в 1970—1975 навчався на хімічному факультеті Одеського державного університету. Вчився в магістратурі з медичної біохімії в Медичній школі Ньюкаслського університету (1984—1988). Здобув докторський ступінь з клінічної біохімії та метаболічної медицини.
Шейн працював клерком в Міністерстві освіти та асистентом секретаря з травня 1969 до вересня 1969. В 1976—1984 був головою відділу діагностики та відділу патології в Міністерстві охорони здоров'я. Працював спеціалістом з діагностики і головою відділу патології в Міністерстві охорони здоров'я в 1989—1991. В 1991—1995 був менеджером програми в проекті запобігання СНІДу, а також радником міністерства з лабораторних сервісів та діагностики. 29 жовтня 1995 був призначений членом палати представників. 12 листопада 1995 став заступником міністра охорони здоров'я. Від 6 листопада 2000 був членом палати представників в Занзібарі перед тим, як стати міністром держави. Був віце-президентом Танзанії від 2001 до 2010. 31 жовтня 2010 року був обраний президентом Занзібару, одержавши 50,1 % голосів.